# Scopula nupta
Scopula nupta är en fjärilsart som beskrevs av Butler 1878. Scopula nupta ingår i släktet Scopula och familjen mätare. Inga underarter finns listade.